# Go!Go!家電男子
『Go!Go!家電男子』（ゴーゴーかでんだんし）は、2013年7月より12月まで放送された日本のTVアニメ。
「ひかりTV」のNTTぷらら（ぷらら）と『秘密結社 鷹の爪』のディー・エル・イー（DLE）による初タッグ作品で、擬人化された電化製品によるコメディ作。イマドキの家電系男子レンジろうとポットン、ドラムの大学生活。学業、サークル、就活、そして、恋愛…。将来に漠然とした不安を抱えながらも、どこかのんきな3人の日常生活を描く、ユルユルな会話劇コメディ。
テーマソングはYOUR SONG IS GOODのサイトウジュンが作成した。
2014年4月29日から2015年2月13日まで第2シーズンがひかりTVにて配信された。

## 登場人物
レンジろう
声 - 松居大悟
電子レンジが元ネタ。20歳。かまた大学人間科学部3年。ひらめいたときにチーンという。
ポットン
声 - 中山祐一朗
電気ポットが元ネタ。21歳。かまた大学人間科学部3年。ゴボギゴブゴボベバブという台詞をよく言う。
ドラム
声 - 浜野謙太
ドラム式洗濯機が元ネタ。20歳。かまた大学人間科学部3年。恋愛マスター的な表現をする。ドライヤンナにはドラミャンと呼ばれている。
ドライヤンナ
声 - 花澤香菜
ドライヤーの女の子。本作のヒロイン。かまた大学1年。ドラムの幼馴染。
普段は優しい性格だが、興奮すると電源がONになり周りの人や物を吹き飛ばしてしまうことがある。
せんぷう子
声 - 花澤香菜
扇風機の女の子。男好きで気が強い。ドライヤンナの同級生。
ジャーさん
声 - 花澤香菜
炊飯器が元ネタ。かまた大学の学食の調理員。
ワン電池
声 - 花澤香菜
乾電池と犬が元ネタ。ポットンのペット。
ソウジッキー
声 - 富岡晃一郎
掃除機が元ネタ。3人に舎弟扱いされている。
たこ焼き器
声 - 平井善之
暖蜜先生
声 - 壇蜜
こたつが元ネタ。
ビデオカメラ
声 - サイトウ "JxJx" ジュン
ポットンと同じ居酒屋で働いているが、よく映画泥棒と間違われる。
ラジカセ博士
声 - 坂本頼光
発明をする。
スピーカー兄弟
声 - 鈴木達央
第2シーズンより登場。ポジティブな兄ツイーターとネガティブな弟ウーハーの兄弟。
アイロン先輩
声 - 鈴木達央
第2シーズンより登場。アウトドアサークルSEASONの元会長で、広告代理店に勤めている。
ストーブ先生
声 - 鈴木達央
かまた大学の武道の先生。剣道部の顧問。
ソラパネちゃん
声 - 花澤香菜
頭部が一軒家になっている女の子。名前の通り、屋根にはソーラーパネルが付いている。
ドライヤンナの友人の一人。
USB45
第148 - 151話の4部作でゲスト出演。
64GB子
声 - 北原里英（当時AKB48チームK）
32GB子
声 - 須田亜香里（SKE48チームE）
2GB子
声 - 生駒里奈（当時AKB48チームB）

## スタッフ
- アニメーション制作 - DLE
- 製作 - Go!Go!家電男子製作委員会（ひかりTV・DLE）

## 各話リスト
| 話数            | サブタイトル                         |
| シーズン1       | シーズン1                            |
| --------------- | ------------------------------------ |
| #1              | 自己紹介                             |
| #2              | 就活                                 |
| #3              | モテる仕草                           |
| #4              | 出逢い                               |
| #5              | 出逢い②                              |
| #6              | 出逢い③                              |
| #7              | 立ち読み                             |
| #8              | サカナクション                       |
| #9              | 温泉の計画                           |
| #10             | お釣り                               |
| #11             | 新会員                               |
| #12             | 終電論                               |
| #13             | いいね                               |
| #14             | 褒め上手                             |
| #15             | ポットンの才能                       |
| #16             | 水着論                               |
| #17             | 聞き間違い                           |
| #18             | 謝罪                                 |
| #19             | ガッキー                             |
| #20             | 悪自慢                               |
| #21             | せんぷう子登場                       |
| #22             | 日常                                 |
| #23             | ニコニコマート                       |
| #24             | ○○っぽい                             |
| #25             | 犬を飼おう                           |
| #26             | 愛犬                                 |
| #27             | ゆるキャラ                           |
| #28             | 悟り                                 |
| #29             | ソウジッキー                         |
| #30             | 女子の髪型                           |
| #31             | ドラムのTwitter                      |
| #32             | デートの誘い方                       |
| #33             | 修羅場回避法                         |
| #34             | サインプレー                         |
| #35             | 胸パッド                             |
| #36             | おっぱいスカウター                   |
| #37             | 結婚                                 |
| #38             | お泊まりの誘い方                     |
| #39             | ギターさん                           |
| #40             | 予測変換                             |
| #41             | 浮気                                 |
| #42             | それが大事                           |
| #43             | 鷹の爪団登場!                        |
| #44             | 運動会                               |
| #45             | ビデオテープさん                     |
| #46             | 未来からの警告                       |
| #47             | 反省会                               |
| #48             | 腕まくら                             |
| #49             | 2045年問題                           |
| #50             | 回転寿司                             |
| #51             | アフレコ!                            |
| #52             | 新レギュラー①                        |
| #53             | 新レギュラー②                        |
| #54             | 新レギュラー③                        |
| #55             | 関西からの刺客                       |
| #56             | ミラクルバナナ                       |
| #57             | ナンバー1くじ                        |
| #58             | 無人島に持っていくもの               |
| #59             | 花澤さん                             |
| #60             | グッズ展開                           |
| #61             | メガネと女子                         |
| #62             | スマートテレビ                       |
| #63             | 75%                                  |
| #64             | 女子のかわいい仕草・冬編             |
| #65             | HERO TV                              |
| #66             | ビデオカメラくん                     |
| #67             | ポットンの告白大作戦〜出逢い〜       |
| #68             | ポットンの告白大作戦〜作戦会議〜     |
| #69             | ポットンの告白大作戦〜決戦は日曜日〜 |
| #70             | 暖蜜先生 登場                        |
| #71             | 暖蜜先生とジェンガ                   |
| #72             | 暖蜜先生の感じる仕草                 |
| #73             | 美女大国ウクライナ                   |
| #74             | 万葉倶楽部                           |
| #75             | クリスマス                           |
| #76             | 暖蜜先生VSビデオカメラ               |
| #77             | アブノーマル度チェック               |
| #78             | 映画化決定                           |
| シーズン2       |                                      |
| #79             | 祝!シーズン2突入                     |
| #80             | 新入生勧誘                           |
| #81             | Go!Go!aドライブ                      |
| #82             | ラーメン五郎                         |
| #83             | 飼い主と犬                           |
| #84             | いいね!2                             |
| #85             | モテメイク                           |
| #86             | LINEグループ                         |
| #87             | キッスと胸ムニュ                     |
| #88             | 暮らすハウス                         |
| #89             | 不審者                               |
| #90             | 大人の階段                           |
| #91             | 女子の耳                             |
| #92             | 教育実習                             |
| #93             | ランチのこだわり                     |
| #95             | 面接の鉄人                           |
| #96             | 観覧車                               |
| #97             | 観覧車2                              |
| #98             | モテるBBQ                            |
| #99             | チャック全開                         |
| #100            | 家電男子総選挙                       |
| #101            | モテる女のFacebook                   |
| #102            | 見せパン                             |
| #103            | 兄弟水いらず                         |
| #104            | 妖怪ウォッチャー                     |
| #105            | 夢で逢えたら                         |
| #106            | 彼女にしたい職業                     |
| #107            | 花火大会のおもひで                   |
| #108            | 代返請負人                           |
| #109            | 街コン                               |
| #110            | アイロン先輩登場                     |
| #111            | キュロット裁判                       |
| #112            | あぶない家飲み                       |
| #113            | 合コンでモテる男                     |
| #114            | 焼き肉カップル                       |
| #115            | デートの会計                         |
| #116            | 喜ばない                             |
| #117            | まだ見ぬ世界                         |
| #118            | モテる女の愛犬論                     |
| #119            | LINEのスタンプ                       |
| #120            | 女の子になったら                     |
| #121            | 恋する手作り弁当                     |
| #122            | ズボンとパンツとパンティー           |
| #123            | お泊まりOKサイン子                   |
| #124            | 招き猫のポーズ                       |
| #125            | すべらない話                         |
| #126            | やってる感                           |
| #127            | Go!Go!護身術                         |
| #128            | ウザい店員                           |
| #129            | ソウジッキーの家                     |
| #130            | 特保飲んでる輩                       |
| #131            | ソラパネちゃん登場                   |
| #132            | 渋谷でハロウィン                     |
| #133            | インスタントカメラ先輩登場           |
| #134            | 思い出せない                         |
| #135            | 紅葉狩り                             |
| #136            | ギターさんの悩み                     |
| #137            | 強風姉妹                             |
| #138            | アイロン先輩再就職                   |
| #139            | エビの殻                             |
| #140            | 未来から再び                         |
| #141            | いちゃいちゃカップル                 |
| #142            | 飲み会に彼女                         |
| #143            | 心の声                               |
| #144            | 上司と飲み会                         |
| #145            | 地球最後の日                         |
| #146            | ウスターソース                       |
| #147            | Jingle Bells                         |
| #148            | 朝の自動改札機                       |
| #149            | 握手会                               |
| #150            | USB45握手会                          |
| #151            | USB45楽屋にて                        |
| #152            | レンジろう実家に帰る                 |
| #153            | ポットンの夢                         |
| #154            | シーズン2反省会                      |
| #155 （特別編） | ドライヤンナの初恋                   |
| #156            | 3人の出会い                          |

## 放送局
| 放送地域 | 放送局              | 放送期間                                                    | 放送日時                                       | 放送系列   | 備考                                                                                      |
| -------- | ------------------- | ----------------------------------------------------------- | ---------------------------------------------- | ---------- | ----------------------------------------------------------------------------------------- |
| 日本全域 | ひかりTVチャンネル1 | 2013年7月2日 - 12月26日                                     | 毎日 20:58 - 20:59                             | IP放送     | ビデオサービスでも配信                                                                    |
| 日本全域 | ニコニコチャンネル  | 2013年7月4日 - 2013年12月29日                               | 火・木・土曜 21:00 更新                        | ネット配信 |                                                                                           |
| 日本全域 | YouTube             | 2013年7月4日 - 2013年12月29日                               | 火・木・土曜 21:00 更新                        | ネット配信 |                                                                                           |
| 日本全域 | TwellV              | 2013年7月12日 - 2013年9月27日 2013年10月3日 - 2014年1月30日 | 金曜 20:00 - 20:30 木曜 18:30 - 19:00          | BS放送     | 『鷹の爪団の楽しいテレビ』の1コーナーとして放送                                           |
| 岐阜県   | 岐阜放送            | 2013年10月1日 -                                             | 月 - 金曜 18:29 - 18:30 土・日曜 17:14 - 17:15 | 独立局     |                                                                                           |
| 東京都   | TOKYO MX            | 2014年4月9日 - 2014年9月17日                                | 水曜 19:55 - 20:00                             | 独立局     | 1回につき3話放送                                                                          |
| 東京都   | TOKYO MX            | 2014年10月5日 - 12月21日                                    | 日曜 17:55 - 18:00                             | 独立局     | 1回につき3話放送                                                                          |
| 三重県   | 三重テレビ          | 2014年11月1日 -                                             | 土曜 23:30 - 23:35                             | 独立局     | 1回につき3話放送                                                                          |
| 第2期    |                     |                                                             |                                                |            |                                                                                           |
| 日本全域 | ひかりTVチャンネル1 | 2014年4月29日 - 1月30日                                     | 毎日 20:58 - 20:59                             | IP放送     | ビデオサービスでも配信 #155（特別編）は2015年2月13日に配信                                |
| 日本全域 | ニコニコチャンネル  | 2014年5月2日 - 1月30日                                      | 火・金曜 19:00 更新                            | ネット配信 | #155については同上                                                                        |
| 日本全域 | YouTube             | 2014年5月2日 - 1月30日                                      | 火・金曜 19:00 更新                            | ネット配信 | #155については同上                                                                        |
| 日本全域 | TwellV              | 2014年5月15日 - 9月25日                                     | 木曜 18:30 - 19:00                             | BS放送     | 『鷹の爪団の楽しいテレビ』の1コーナーとして放送 深夜再放送あり 番組終了により途中打ち切り |

その他、フジテレビTWOやキッズステーションでも放送。

## 劇場版
『Go!Go!家電男子 THE MOVIE アフレコパニック』のタイトルで2014年3月8日から14日まで、全国5箇所のユナイテッド・シネマおよび系列劇場にて公開。アニメと実写を織り交ぜたストーリーとなり、キャストは上述のTV版の声優が実写でも本人役で登場するほか、ゲストとして細川茂樹が出演している。また幻の#18「中華料理」も挿入されている。

### あらすじ
いつものようにアフレコ録りを終えた、中山・松居・浜野。スタッフから映画化の話がきたことに大喜びするが、浜野だけは浮かない表情のままだった。

## DVD
「GO!GO!家電男子DVD シーズン1+THE MOVIE コンプリート2枚組」として2014年7月25日にポニーキャニオンから発売。また、購入者の中から抽選で参加できるイベントも開催された。

## その他
- 2014年5月3日より、全国のユナイテッド・シネマで幕間上映を開始。
- 環境をテーマにした特別編、『Go!Go!エコ家電男子』を2015年2月25日にひかりTV、翌26日にYoutubeで配信。

## コラボ連載
『GO!GO!家電男子の女子のこと知りて〜』は、『デジモノステーション』2014年10月号より連載のコラボ作品。
- talk01. メイソンジャーってなに?
- talk02. 花冠がはやってる!?
- talk03. カモ柄がキテるって?
- talk04. ツインコーデって?
- talk05. 自撮り棒がスゴいんだって!?
- talk06. ハイブリッドスイーツって!?
- talk07. おもしろフェイスパック?
- talk08. 白い女が流行ってる!?
- talk09. 今、話題のオメガ3脂肪酸!?
- talk10. 「ネクゆる」でモテモテ!?
- talk11. 「おフェロ」が流行ってる!?
- talk12. 殺陣道場に女子が殺到中!?